# 서울 도선사 석 독성상
서울 도선사 석 독성상(서울 道詵寺 石 獨聖像)은 서울특별시 강북구 우이동 도선사에 있는, 조선시대의 석조 나한 좌상이다. 2004년 9월 30일 서울특별시의 유형문화재 제192호 도선사 석나반존자(독성)상(道詵寺 石那般尊者(獨聖)像)으로 지정되었다가, 2009년 6월 4일 도선사 석 독성상(道詵寺 石 獨聖像)으로 문화재 지정명칭이 변경되었다.

## 개요
도선사 삼성각 안에 있으며, 나한 중에 독성(獨聖)이라고도 불리는 나반존자를 조각한 상이다. 원래 독성각(獨聖閣)에 있었다.
머리는 삭발하였고, 앉아있는 자세는 왼 무릎은 세우고 오른 무릎은 눕힌 상태에서 왼팔을 왼 무릎에 올리고 오른팔은 자연스럽게 바닥에 내린, 유희좌(遊戱座)이다. 붉은 가사를 입고 있는데 왼쪽 어깨에 가사를 묶은 고리를 표현하였고 오른쪽 어깨에 가사를 살짝 걸쳤다.
이 석조 나반존자상은 얼굴이나 체구의 특징으로 보아 18세기 작품으로 판단하며, 조선시대 말의 조각 특히, 독성존자(獨聖尊者)연구에 매우 중요하다.

## 사진

## 참고 자료
- 도선사 석 독성상 - 국가유산청 국가유산포털
- 지역정보포털-향토자원-도선사 석독성상